# 詹姆斯·泰勒·帕特森
詹姆斯·泰勒·帕特森（1935年2月12日—）是一位美国历史学家，曾在布朗大学任教超过30年，1966年获弗雷德里克·杰克逊·特纳奖，1968年获古根海姆獎，主要作品有入选牛津美国史的《大期望：美国，1945-1974年》（Grand Expectations: The United States, 1945–1974，获1997年班克洛夫特獎）和《躁动的巨人：从水门事件到布什诉戈尔案的美国》（Restless Giant: The United States from Watergate to Bush v. Gore）等。